# ستانلي جاكسون (لاعب كرة قدم أمريكية)
ستانلي جاكسون (بالإنجليزية: Stanley Jackson)‏ هو لاعب كرة قدم أمريكية ولاعب كرة قدم كندية أمريكي، ولد في 24 مارس 1975 في باترسون في الولايات المتحدة.